# Єніно (Верхньохавський район)
Єніно (рос. Енино) — селище в Росії, Верхньохавському районі Воронізької області. Входить до складу Малоприваловського сільського поселення.
Населення становить 7 осіб за переписом 2010 року  (74 особи, 4 господарства на 1.01.2008).